# 컬처 클럽
컬처 클럽(Culture Club)은 1981년 런던에서 결성된 잉글랜드의 뉴웨이브 밴드다. 구성원은 보이 조지(리드 보컬), 로이 헤이(기타/키보드), 마이키 크레이그(베이스 기타), 존 모스(드럼/퍼커션)다.  뉴 로맨틱 물결과 함께 떠올랐으며 1980년대를 대표할 뿐 아니라 그 시대에 많은 영향을 끼친 밴드 중 하나로 여겨진다.
보컬이자 리더인 보이 조지는 양성적인 스타일로 1980년대 초 대중과 미디어의 관심을 끌었고 컬처 클럽은 5천만장 이상 앨범을 팔았다. 여기에는 영국 BPI가 공식 집계한 6백만장과 미국 RIAA 인증 7백만장이 포함된다. 영국에서 1982년에서 1999년에 걸쳐 1위곡 "Do You Really Want To Hurt Me"와 "Karma Chameleon"을 포함하여 12곡이 톱 40에 올랐으며, 후자는 1983년 영국에서 가장 많이 팔린 싱글이며 1984년 미국 핫 100 차트에도 1위에 올랐다. "Time (Clock of the Heart)"은 로큰롤 명예의 전당에서 선정한 로큰롤을 만든 곡 500 리스트에 포함되어 있다.
두 번째 앨범 <Colour by Numbers>는 전세계적으로 1천만장의 판매고를 올렸고 롤링 스톤 매거진에서 선정한 1980년대 베스트 앨범 100에 들어갔으며 죽기 전에 들어야 할 앨범 1001에도 포함되었다. 싱글 10개가 미국 톱 40에 들어갔고 케이블 음악 채널인 MTV로 인해 인기를 얻은 2차 영국침공  뉴 웨이브 그룹들 중 하나다. 컬처 클럽의 음악은 영국의 뉴 웨이브와 미국의 소울, 팝의 혼합에 자메이카 레게, 칼립소, 살사, 그리고 "Karma Chameloen"의 경우 컨트리 음악적 요소도 곁들여 있다.
1984년 컬처 클럽은 브릿 어워드에서 베스트 영국 그룹, 베스트 영국 싱글("Karma Chameleon")을, 그래미 어워드에서 베스트 신인상을 받았다. 히트곡들로 "Time (Clock of the Heart)", "I'll Tumble 4 Ya", "Church of the Poison Mind", "Karma Chameleon", "Victims", "Miss Me Blind", "It's a Miracle", "The War Song", "Move Away", "I Just Wanna Be Loved" 등이 있다.

## 구성원
- 보이 조지 (Boy George) – 보컬, 탬버린 (1981–1986년, 1998–2002년, 2011년–현재)
- 마이키 크레이그 (Mikey Craig) – 보컬, 베이스, 키보드 (1981–1986년, 1998–2002년, 2011년–현재)
- 로이 헤이 (Roy Hay) – 기타, 보컬, 키보드 (1981–1986년, 1998–2002년, 2011년–현재)

이전 멤버
- 존 모스 (Jon Moss) – 드럼, 퍼커션, 보컬 (1981–1986년, 1998–2002년, 2011–2021년)
- 샘 부처 (Sam Butcher) – 보컬 (2006년)

## 디스코그래피
- Kissing to Be Clever (1982)
- Colour by Numbers (1983)
- Waking Up with the House on Fire (1984)
- From Luxury to Heartache (1986)
- Don't Mind If I Do (1999)
- Life (2018)